# Пепелища (филм)
„Пепелища“ (на полски: Popioły) е полски исторически филм от 1965 година на режисьора Анджей Вайда по сценарий на Александър Сцибор-Рилски, базиран на едноименния роман от 1904 година на Стефан Жеромски.
Филмът има епичен мащаб и описва патриотичните мечти и разочарованията на няколко различни поляци, въвлечени в Революционните и Наполеоновите войни в различни краища на Европа. Главните роли се изпълняват от Даниел Олбрихски, Богуслав Киерц, Пиотър Висоцки.
„Пепелища“ е номиниран за наградата „Златна палма“.